# Arbete & fritid (musikalbum)
Arbete och fritid, även kallad Esso, är den svenska proggruppen Arbete & fritids självbetitlade debutalbum, utgivet på Sonet Records 1970 (skivnummer SLP 2513).

## Låtlista
A
1. "Damen i svart" – 7:48 (Roland Keijser)
2. "Garbergsbrudens dödsmarsch" – 1:30 (trad.)
3. "Arbete och fritid" – 7:57 (Roland Keijser)

B
1. "Mora-Nisses vallåt" – 4:19 (Kjell Westling)
2. "Esso Motor Hotel" – 5:20 (Roland Keijser)
3. "Engelska kanalen" – 6:23 (Roland Keijser)
4. "Vind" – 3:38 (Ove Karlsson)

## Medverkande
- Bengt Berger – trummor, slagverk
- Torsten Eckerman – trumpet, piano, tamburin
- Örjan Hamrin – omslag
- Ove Karlsson – cello, bas, gitarr, orgel
- Roland Keijser – saxofon, klarinett, flöjt, orgel
- Sven Lindholm – producent
- Kjell Westling – fiol, saxofon, flöjt, gitarr, piano

### Fotnoter
1. ↑  ”Arbete och fritid”. Discogs.com. http://www.discogs.com/Arbete-Och-Fritid-Arbete-Och-Fritid/release/1217729. Läst 1 september 2012.